# Lê Minh Xuân
Lê Minh Xuân (1935-1968) là một liệt sĩ, Anh hùng lực lượng vũ trang nhân dân Việt Nam.

## Tiểu sử
Ông sinh năm 1935 trong một gia đình bần nông, quê ở xã Tân Mỹ, huyện Đức Hòa, tỉnh Long An, tham gia Việt Minh năm 1959. 
Năm 1959, để trả thù cho mâu thuẫn gia đình và chính quyền Việt Nam Cộng hòa (do chính sách Tố Cộng của Ngô Đình Diệm gây phẫn nộ lớn trong dư luận), Lê Minh Xuân tham gia lực lượng bí mật của Việt Minh. Năm 1961 chiến tranh Việt Nam chính thức bùng nổ và lan rộng toàn lãnh thổ, Lê Minh Xuân hoạt động ở đội du kích xã Đức Hòa. Trong chiến đấu ông được đánh giá là một chiến sĩ thông minh, bản lĩnh, gan dạ, xông xáo. Tháng 6 năm 1961, ông được đề bạt làm xã đội trưởng du kích xã Tân Bình, quận Bình Tân, tỉnh Gia Định.
Lực lượng vũ trang Bình Tân phát triển mạnh, Lê Minh Xuân được điều lên huyện đội, làm chỉ huy trung đội, sau làm huyện đội phó. Trong thời gian này ông chứng minh được năng lực chỉ huy chiến đấu, phát động quần chúng, xây dựng cơ sở giỏi, nên được cử đi học trường H.123 của Trung ương Cục miền Nam.
Sau khi học về, ông được đề bạt làm Đại đội trưởng. Từ năm 1964 đến 1967, Lê Minh Xuân tham gia tác chiến trên 100 trận đánh lớn nhỏ. Ông lần lượt giữ chức Tiểu đoàn phó, rồi Tiểu đoàn trưởng Tiểu đoàn 6 Bình Tân.
Trong cuộc Tổng tiến công và nổi dậy tết Mậu Thân 1968, Lê Minh Xuân chỉ huy Tiểu đoàn 6 Bình Tân - thuộc Trung đoàn Gia Định số 2, từ hướng Tây Nam đánh thọc sâu vào nội thành Sài Gòn. Đơn vị của ông là đơn vị mũi nhọn, đã dũng cảm trụ lại trong vùng ven thành dài ngày nhất, đánh tan hàng chục đợt phản công kích ác liệt, hạ hàng trăm binh lính Hoa Kỳ - QLVNCH. Tuy nhiên, lực lượng tiểu đoàn 6 tổn thất nặng, ông được lệnh rút về phân khu 2.
Đầu năm 1969, Lê Minh Xuân - Trung đoàn Phó, được giao làm Tư lệnh phó Bộ Tư lệnh phân khu 2, cùng Hai Châm - Phó Ban binh vận Y4, chỉ đạo xây dựng cơ sở đánh địch, đóng tại gò nhà ông Tư Quay (ấp 2 Tân Kiên). Liên quân Hoa Kỳ - QLVNCH càn vào khu vực đóng quân, bị đơn vị bảo vệ Lê Minh Xuân nổ súng tiêu diệt được 10 lính Mỹ. Sau đó, những tổ bảo vệ bí mật đưa cán bộ và chỉ huy rút dần về cầu Hưng Nhơn, lúc này đã xế chiều và nóng lòng mở đường máu để thoát vây, Lê Minh Xuân và Hai Châm vượt Bờ Ngựa gần cầu Hưng Nhơn, bị đối phương phát hiện và nổ súng, cả 2 đã hy sinh.

## Vinh danh
Lê Minh Xuân đã được tặng thưởng: 1 Huân chương Chiến công giải phóng hạng nhì, 2 Huân chương Chiến công giải phóng hạng ba, 9 bằng khen và là Chiến sĩ diệt Mĩ 2 năm liền 1965-1966.
Ngày 5 tháng 6 năm 1970, Lê Minh Xuân được Chính phủ Cách mạng lâm thời Cộng hòa miền Nam Việt Nam truy tặng danh hiệu Anh hùng Lực lượng vũ trang nhân dân giải phóng. Khi hy sinh ông là trung đoàn phó, Tư lệnh phó Bộ Tư lệnh Phân khu 2, là đảng viên Đảng Cộng sản Việt Nam.
Để tưởng nhớ  ông, Ủy ban nhân dân thành phố Hồ Chí Minh lấy tên Lê Minh Xuân đặt tên cho một con đường ở quận Tân Bình. Ở huyện Bình Chánh tên ông được đặt cho tên của một xã, một nông trường và 3 trường học: trường tiểu học, THCS, THPT.